# Silvano Moffa
Silvano Moffa (né le 21 avril 1951 à Rome) est un journaliste et un homme politique italien. 

## Biographie
Silvano Moffa préside le groupe parlementaire Peuple et territoire et le parti politique Action populaire qu'il a fondé en 2011. C'est un ancien membre d'Alliance nationale qu'il a quittée après un bref passage à Futur et liberté pour l'Italie. 
Il préside la province de Rome de 1998 à 2003. Il fait partie du Mouvement social italien en 1970, un parti néo-fasciste, en étant élu secrétaire du MSI à Colleferro en 1971 et en devenant membre du Comité central de ce parti.
Journaliste au Secolo d'Italia, il en devient le rédacteur en chef en 1977 et il est proche de Pino Rauti. Il est élu maire de Colleferro en 1993.
Il est secrétaire d'État du ministère des Infrastructures et des Transports du 30 décembre 2004 au 17 mai 2006 sous le gouvernement Berlusconi III.
Depuis 2012, il est adhérent à Chantier populaire.